# Lov (naturvidenskab)
 For alternative betydninger, se Lov. (Se også artikler, som begynder med Lov)
En regel eller et princip, som beskriver et mønster i naturen, er en naturvidenskabelig lov. En uafhængigt og er tilstrækkeligt efterprøvet beskrivelse af en direkte forbindelse mellem årsag og virkning af et fænomen, udledt af eksperimenter og / eller observationer. Loven skal være bredere formuleret end blot at beskrive simple fakta som for eksempel vands frysepunkt eller kogepunkt.
Videnskabelige love anses for etableret og er generel anvendelige (i bestemt kategori af ting eller fænomen under passende betingelser), og i modsætning til en videnskabelig teori, giver ikke en mekanisme eller en forklaring på et givent fænomen.
Videnskabelige love er ikke nødvendigvis endelige og skal kunne falsificeres.

## Oprindelse
Udtrykket lov er en arv fra de tidligste dage af videnskab, da man troede, at universet fungerede på som det gjorde, fordi Gud havde etablerede visse naturlige love, der dikterede, hvordan tingene bør og ikke opføre sig.

## Eksempler på fysiske love
- Maxwells love
- Newtons love
- Faradays induktionslov
- Afstandskvadratloven